# کلید نیم-ماه
کلید نیم-ماه (انگلیسی: Half-moon switch) نوعی کلید است. اغلب در ساز الکترونیک، به‌طور گسترده در تنظیم کورال و ترمولو در بلندگوی لسلی کاربرد دارد.